# Holbrookia lacerata
Holbrookia lacerata är en ödleart som beskrevs av Cope 1880. Holbrookia lacerata ingår i släktet Holbrookia och familjen Phrynosomatidae.
Arten förekommer i centrala och södra Texas i USA samt i delstaterna Coahuila, Nuevo León och Tamaulipas i norra Mexiko. Habitatet utgörs av prärie eller av andra öppna landskap med glest fördelade buskar. Ödlan hittas ofta vid ängar, åkrar eller intill vägar. Ibland besöks öppna skogar med ekar och en eller områden med fikonkaktus. Honor lägger ägg som grävs ner.
Beståndet hotas främst av bekämpningsmedel mot insekter eller ogräs. Introducerade gräsarter gör några regioner olämplig för arten. Den införda eldmyran Solenopsis invicta uppskattas skada populationen i framtiden. IUCN kategoriserar arten globalt som nära hotad.

## Underarter
Arten delas in i följande underarter:
- H. l. lacerata
- H. l. subcaudalis